# سیارک ۶۶۸۵
سیارک ۶۶۸۵ (به انگلیسی: 6685 Boitsov، نامگذاری:1978QG2) شش هزار و ششصد و هشتاد و پنجمین سیارک کشف شده‌است که در ۳۱ اوت ۱۹۷۸ کشف شد.
قدر مطلق سیارک برابر ۱۴٫۰۰ است.